# 普魯什庫夫

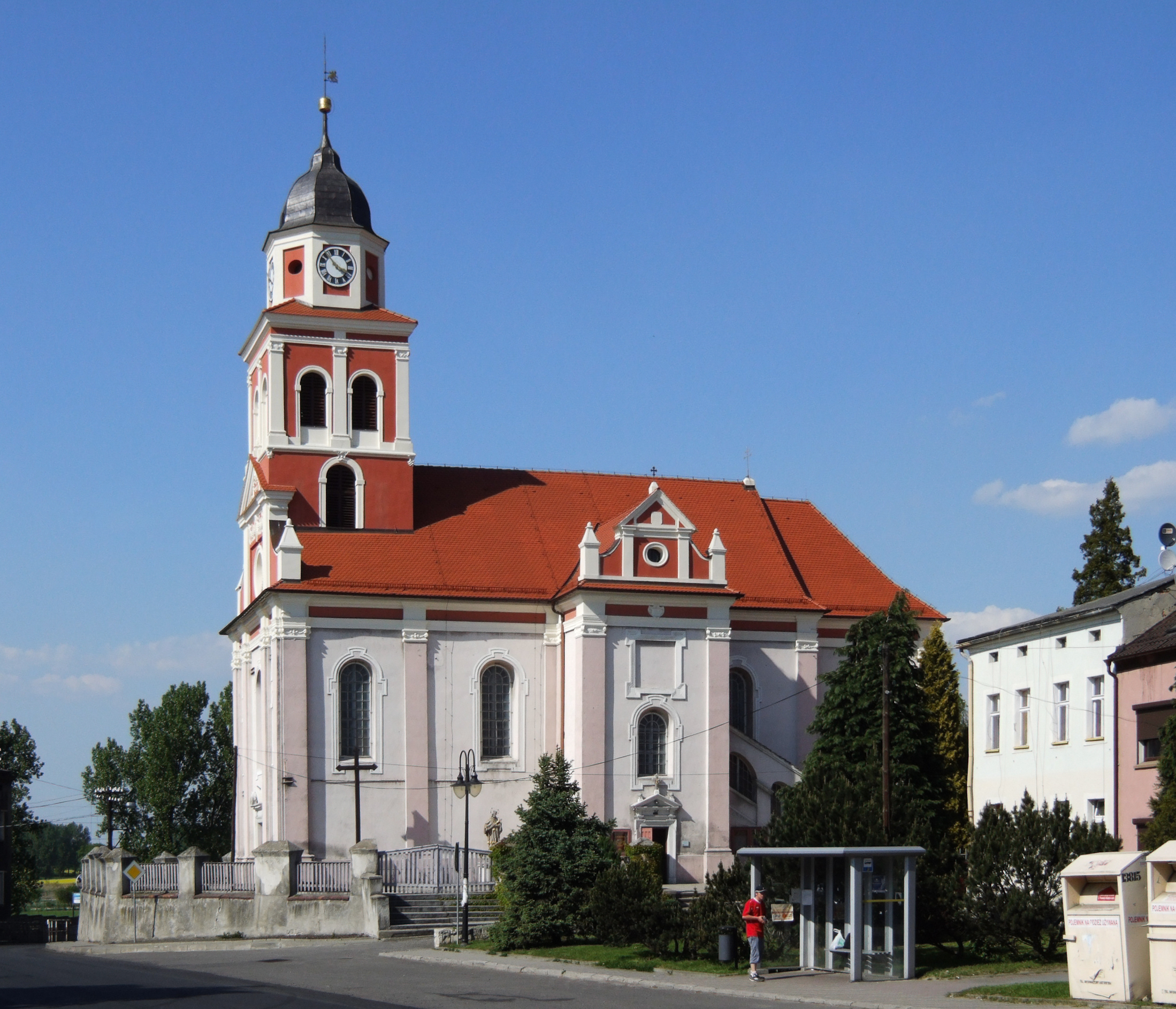

普魯什庫夫是波蘭的城鎮，位於該國西南部，距離首府奧波萊10公里，由奧波萊省負責管轄，面積16.31平方公里，2006年人口2,713。1921年7月29日，該鎮氣溫升至40.2攝氏度，是該國最高溫的記錄。
50°35′N 17°52′E / 50.583°N 17.867°E